# Vasil Levski
Vasil Levski  (tiếng Bulgaria: Васил Левски, được đánh vần trong chính tả tiếng Bulgaria cổ là Василъ Лѣвскій, phát âm [vɐˈsiɫ ˈlɛfski]), tên khai sinh là Vasil Ivanov Kunchev (Васил Иванов Кунчев; 18 tháng 7 năm 1837 - 18 tháng 2 năm 1873), là một nhà cách mạng Bulgaria và là anh hùng dân tộc của Bulgaria ngày nay. Được mệnh danh là Sứ đồ của Tự do, Levski đã hoạch định và lập chiến lược cho một phong trào cách mạng nhằm giải phóng Bulgaria khỏi ách thống trị của Ottoman. Levski thành lập Tổ chức Cách mạng Nội bộ, và tìm cách thúc đẩy một cuộc nổi dậy trên toàn quốc thông qua một mạng lưới các ủy ban bí mật quy mô khu vực.
Sinh ra ở thị trấn cận Balkan của Karlovo với cha mẹ là tầng lớp trung lưu, Levski trở thành một tu sĩ Chính thống giáo trước khi di cư để gia nhập hai Quân đoàn Bulgaria ở Serbia và các nhóm cách mạng Bulgaria khác. Ở nước ngoài, ông có biệt danh Levski ("giống sư tử"). Sau khi làm giáo viên ở vùng đất Bulgaria, ông đã tuyên truyền quan điểm của mình và phát triển khái niệm về tổ chức cách mạng có trụ sở tại Bulgaria của mình, một ý tưởng sáng tạo thay thế cho chiến lược tách biệt dựa vào nước ngoài trước đây. Tại România, Levski đã giúp thành lập Ủy ban Trung ương Cách mạng Bulgaria, gồm những người Bulgaria hải ngoại. Trong các chuyến đi đến Bulgaria, Levski đã thành lập một mạng lưới rộng khắp gồm các ủy ban khởi nghĩa. Tuy nhiên, chính quyền Ottoman đã bắt được ông tại một quán trọ gần Lovech và xử tử ông bằng cách treo cổ ở Sofia.
Levski đã nhìn xa hơn việc giải phóng và hình dung ra một nước cộng hòa Bulgaria bình đẳng về sắc tộc và tôn giáo, phần lớn phản ánh những tư tưởng tự do của Cách mạng Pháp và xã hội phương Tây đương thời. Ông nói, "Chúng ta sẽ được tự do hoàn toàn ở nơi người Bulgaria sinh sống: ở Bulgaria, Thrace, Macedonia; người dân thuộc bất kỳ sắc tộc nào sống trên thiên đường này của chúng tôi, họ sẽ bình đẳng về quyền đối với người Bulgaria về mọi mặt. Levski cho rằng tất cả các nhóm tôn giáo và dân tộc sống trong một đất nước Bulgaria tự do đều được hưởng các quyền bình đẳng. Ông được người dân tưởng niệm với các đài tưởng niệm ở Bulgaria và Serbia, và nhiều tổ chức quốc gia Bulgaria và Serbia có mang tên ông. Năm 2007, ông đứng đầu cuộc bình chọn trên truyền hình Bulgaria với tư cách là người Bulgaria vĩ đại nhất mọi thời đại.